# 亚力斯维尾孢虫
亚力斯维尾孢虫（学名：Henneguya alexeevae）为尾孢科尾孢虫属的动物。分布于俄罗斯以及湖北、黑龙江流域等，营寄生生活，寄生在葛氏鲈塘鳢的鳃、卵巢以及鲢的鳃。